# Dobesedni prevod
Dobesedni prevod ali neposredni prevod je način prevajanja besedila s prevajanjem vsake besede posebej, brez ozira na rabo besed v stavku ali povedi.
V prevodoslovju se dobesedne prevode označuje s terminom metafraza (v nasprotju s parafrazo za analogni prevod).
Dobesedno prevajanje vodi do napačnih prevodov idiomov, kar je nekoč predstavljalo resen problem pri strojnem prevajanju.

## Raba izraza v prevodoslovju
Izraz se je pogosto pojavljal v naslovih angleških prevodov klasičnih, biblijskih in drugih besedil iz 19. stoletja.
Dobesedni prevod lahko označuje tudi prevod, ki sicer prenaša natančen pomen izvirnega besedila, vendar se ne ozira na slog in besedilne značilnosti izvirnika. Vseeno pa obstaja velika razlika med prevodom poezije in proznim prevodom. Dobesedni prevod poezije je lahko brez napak tudi v prozi.

## Primeri slabe uporabe
»Dobesedni prevod« pomeni, da je besedilo verjetno polno napak, saj se prevajalec ni potrudil (ali pa ni mogel) prenesti pravih pomenov idiomov, lahko pa je tudi uporaben način, da vidite, kako se besede uporabljajo za prenašanje pomenov v izvirnem jeziku.

### Strojni prevodi
Zgodnji strojni prevodi (vsaj od leta 1962) so bili razvpiti primeri dobesednega prevajanja zaradi uporabe preprostih zbirk besed in njihovih prevodov. Poznejši poskusi so uporabljali stalne besedne zveze, kar je izboljšalo sintakso in pomen idiomov, vendar je veliko besed ostalo v izvirnem jeziku. Za prevajanje sintetičnih jezikov sta potrebna morfosintaktični analizator in sintetizator.
Najboljši današnji sistemi uporabljajo kombinacijo zgoraj naštetih tehnologij, poleg tega pa uporabljajo tudi algoritme za popravljanje prevoda in njegovega sloga. Profesionalna prevajalska podjetja pa strojno prevajanje uporabljajo za grobe osnutke prevodov, ki jih nato prilagodijo profesionalni prevajalci.